# Simpson (Louisiana)
Simpson è un comune degli Stati Uniti d'America, situato nello Stato della Louisiana, in particolare nella parrocchia di Vernon.